# Roman Bereski
Roman Bereski (ur. 6 lub 16 grudnia 1896 w Przemyślu, zm. 1 sierpnia 1915 pod Jastkowem) – chorąży Legionów Polskich, kawaler Orderu Virtuti Militari.

## Życiorys
Syn Teodora i Marii z domu Jabłońskiej. Uczęszczał do gimnazjum w Przemyślu, z uwagi na trudności finansowe po ukończeniu pięciu klas w 1912 przerwał naukę i rozpoczął pracę w kancelarii adwokackiej Sterna w Przemyślu. Należał do Polskich Drużyn Strzeleckich. Po wybuchu wojny służył w oddziałach strzeleckich od sierpnia 1914, od maja 1915 był przydzielony do 1 kompanii 4 pułku piechoty Legionów, w którym dowodził 4 plutonem. 15 lipca 1915 wraz z pułkiem wyruszył na front. 31 lipca 1915 został trafiony kulą w pierwszym dniu bitwy pod Jastkowem.
Został pochowany na Cmentarzu Legionistów Polskich w Jastkowie.
Był kawalerem.

## Ordery i odznaczenia
- Krzyż Srebrny Orderu Wojskowego Virtuti Militari nr 6250 – pośmiertnie, 17 maja 1922[7][8][2]
- Krzyż Niepodległości – pośmiertnie, 6 maja 1931[5]